# Нгуен Куок Кыонг
Нгуе́н Куо́к Кыо́нг (вьет. Nguyễn Quốc Cường, 28 октября 1949) — вьетнамский спортивный стрелок. Участник летних Олимпийских игр 1980, 1988 и 1992 годов, бронзовый призёр летних Азиатских игр 1982 года.

## Биография
Нгуен Куок Кыонг родился 28 октября 1949 года.
В 1980 году вошёл в состав сборной Вьетнама на летних Олимпийских играх в Москве. В стрельбе из скорострельного пистолета с 25 метров поделил 23-24-е места, набрав 585 очков и уступив 11 очков победителю Корнелиу Иону из Румынии. 
В 1982 году завоевал бронзовую медаль летних Азиатских игр в Нью-Дели в стрельбе из скорострельного пистолета с 25 метров.
В 1988 году вошёл в состав сборной Вьетнама на летних Олимпийских играх в Сеуле. В стрельбе из скорострельного пистолета с 25 метров поделил 13-15-е места, набрав 590 очков и уступив всего одно очко худшему из квалифицировавшихся в финал Дирку Кёлеру из ФРГ. По ходу турнира со своим результатом установил олимпийский рекорд.
В 1992 году вошёл в состав сборной Вьетнама на летних Олимпийских играх в Барселоне. В стрельбе из скорострельного пистолета с 25 метров занял 27-е место, набрав 573 очка и уступив 11 очков худшему из квалифицировавшихся в финал Мирославу Игнатюку из Объединённой команды.